# Theodoor Alexander Boeree
Theodoor Alexander Boeree (Wageningen, 14 oktober 1879 - Hilversum, 31 juli 1968) was een beroepsofficier in het Nederlandse leger, krijgsgeschiedkundige en verzetsstrijder.

## Levensloop
Hij werd geboren als zoon van Hendrik Boeree, opzichter bij Rijkswaterstaat en Maria Westendorp. In 1898 behaalde Theodoor Alexander zijn HBS-diploma te Kampen. Hierna trad hij in dienst bij het 7e Regiment Infanterie als Vaandrig (titulair). Hij volgde als beroepsofficier in wording een studie aan de KMA te Breda en slaagde in 1902. Theodoor Alexander werd vervolgens bevorderd tot tweede luitenant en geplaatst bij het 3e Regiment Vestingartillerie in Gorinchem. Nog eens vijf jaar later werd hij weer bevorderd, tot eerste luitenant.
In die rang werd hij overgeplaatst naar het 2e Regiment Vestingartillerie in de hofstad. Van 1913 tot en met 1923 bekleedde hij een staffunctie bij de directeur van het Remontewezen. In die periode, namelijk in 1916, werd hij bevorderd tot kapitein.

## Tweede Wereldoorlog
Tijdens de Tweede Wereldoorlog was Boeree een van de oprichters van de Ordedienst in Ede. Kort na de bevrijding was hij hoofd van de Binnenlandse Strijdkrachten in Ede. Na de Slag om Arnhem zat korte tijd de Britse brigadegeneraal John Hackett bij hem ondergedoken. Na de oorlog deed hij uitgebreid onderzoek naar de Slag om Arnhem. Hij correspondeerde met Hackett en andere Britse en Amerikaanse hoge officieren. Dankzij de geallieerden autoriteiten kon hij zijn vragen voorleggen aan Duitse commandanten die in krijgsgevangenschap zaten. Boeree was vooral gefascineerd door de vraag of de aanwezigheid van de SS-troepen rond Arnhem een gevolg waren van het verraad door de dubbelspion Christiaan Lindemans. Boeree kwam tot de conclusie dat dat niet het geval was geweest. Lindemans had weliswaar belangrijke informatie doorgegeven, maar daar hadden de Duitsers geen gebruik van gemaakt. In 1963 publiceerde hij zijn bevindingen in het boek Slag bij Arnhem. De mythe van het verraad weerlegd, dat hij samen met de journalist C. Brauer schreef.